# La voce segreta
La voce segreta è un romanzo di Bianca Pitzorno, quarto ed ultimo capitolo della Saga di Lossai. Pubblicato nel 1998 da Arnoldo Mondadori Editore, è il primo libro illustrato dall'autrice, con la colorazione di Mee Lee Young.

## Trama
La protagonista del romanzo, Cora, deve aspettare ancora un anno per realizzare il suo più grande desiderio: andare a scuola come il fratello e gli amici più grandi. Nel frattempo però si diletta a fare da balia ai due fratellini gemelli appena nati e a giocare in strada con le bambine del vicinato, che le insegnano giochi irriverenti, filastrocche e incantesimi metropolitani. 
Cora riesce così a far spuntare un paio di ali sulla schiena del suo gemello preferito: ali segrete, che i grandi non possono vedere e che le procurano ansie terribili, perché il fratellino non si comporta affatto come un angioletto.

Quando però Cora finalmente andrà a scuola e le capiterà come insegnante la crudele maestra Argia Sforza (già incontrata in Ascolta il mio cuore), sarà proprio il monello alato a vendicare la sorella.
Cora vive avventure rocambolesche, al confine tra il sogno e la realtà, destreggiandosi tra il mondo dei bambini e quello rigido ma certo degli adulti.
Il filo conduttore del romanzo è appunto la Voce Segreta, ossia una voce che possiedono i bambini per comunicare con neonati, animali, oggetti e mobili. La perdita di questa voce magica avviene in un certo momento della vita, momento che Cora cerca affannosamente di scoprire.

## Traduzioni
- (ES) La voz secreta, Editorial Gente Nueva, El Vedado, Havana, Cuba, 2014 [1]